# 渡辺泰邦

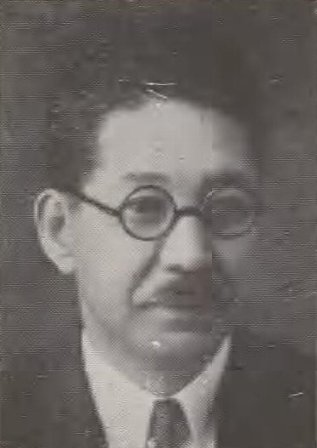
渡辺泰邦

渡辺 泰邦（渡邊 泰邦、わたなべ やすくに、1891年（明治24年）8月1日 - 1949年（昭和24年）10月5日）は、日本の政治家、ジャーナリスト。衆議院議員。旧名・長一郎。

## 経歴
北海道函館区船見町（現函館市）で渡辺長蔵の長男として生まれる。早稲田実業学校を経て、早稲田大学政治経済科専門部で学んだ。
その後、函館新聞記者となる。1914年、家督を相続し「泰邦」と改名。函館区会議員、函館市会議員を務める。政治家としての見識を広げるため、1923年から1928年まで、中国、蒙古、インドを経てヨーロッパ、アメリカ合衆国を視察した。
1930年、函館市で興民会を組織し、機関誌『興民』を発刊した。同年2月、第17回衆議院議員総選挙で北海道第三区から出馬して当選し、立憲民政党に所属。中野正剛に私淑した。1932年12月、安達謙蔵が国民同盟を結成すると渡辺も参加し常任幹事を務めた。1934年、函館市民同盟を組織して盟主に就任。1936年2月、第19回総選挙で再選された。その後、中野正剛の結成した東方会に参加。以後、第20回、第21回総選挙でも当選し、衆議院議員を通算四期務め、大政翼賛会中央協力会議員となった。
戦後日本社会党に入党するも、公職追放となり、第22回総選挙は不出馬。追放中の1949年死去。